# Maorimorpha suteri
Maorimorpha suteri é uma espécie de gastrópode do gênero Maorimorpha, pertencente a família Mitromorphidae.